# 鼠穴
『鼠穴』（ねずみあな）は古典落語の演目。上方落語から3代目三遊亭圓馬を経て東京の6代目三遊亭圓生へ伝わった。6代目三遊亭圓生が再構成した上に、1953年末に第四次落語研究会で口演して高い評価を得た。
兄弟間での金の貸し借りを題材に、情に厚いとわかった兄が再び冷酷になったと見せかけて、実は夢落ちだったという趣向が用いられている。

## あらすじ
亡くなった父の遺した田畑を二等分した百姓の兄弟。金に換えた兄はそれを元手に江戸へ出て成功し大店を持つようになる。一方、弟は遊びで全てを使い果たした挙句、江戸の兄のもとを頼って来る。兄はそんな弟に、元手を貸すから自分で商売を始めてみろと薦めて帰す。喜んだ弟が、外に出て中をあらためると、たったの3文しか入っていなかった。ケチな兄のやり方に弟は怒ったが、これを契機に一念発起し、それからは身を粉にして働いた。その結果、弟も大店の主になり、妻を持ち器量の良い娘にも恵まれ幸せに暮らせるようになった。
ある冬の日、弟は借りた3文の金を返しに10年振りに兄のもとを訪れる。依然独り身を通す兄からそこで聞かされた10年前の3文の意味に弟は納得して酒を飲み交わす。夜になり、風が強いし火事になっても心配だ、と帰り支度を始める弟に兄は「もし火事で家財をなくしたら、俺の身代を全部やる」と約束し、半ば強引に家に泊まることになる。そしてその夜、弟の店近辺で火事が起こり、3つの蔵すべてに火が入って家もろとも全財産が焼けてしまった。実はその日の出発前に「蔵の鼠穴が気になるから目塗りをしておけ」と番頭に言いつけたものを番頭が忘れていたのだった。
大店を畳んで小さな店を始めたものの、奉公人はいなくなり心労がたたってついには妻が病に伏せってしまう。立ち行かなくなった弟は三たび兄の元を訪れて50両を借りたいと申し出るが兄はきっぱりと断った。あの晩の約束を持ち出したものの「あれは酒の上での戯言だ」と反故にされて喧嘩になり、兄の家から飛び出して途方に暮れていると、娘が「自分が吉原に身を沈めて金を工面する」と持ちかけてくる。結局娘は身売りをし20両を手にした弟だったが、吉原からの帰り道に掏摸に会い、全財産を失くしてしまう。絶望のあまり首をくくったところで、兄から「ずいぶんうなされていたが」と起こされる。実は兄の家に泊まってからのことはすべて夢だったのだ。
「おらあ、あんまり鼠穴のことを気にしてたもんだから」「ははあ、夢は土蔵の疲れ（五臓の疲れの地口）だ」とサゲる。